# Six Mile (Caroline du Sud)
Six Mile est une ville située dans le comté de Pickens, dans l’État de Caroline du Sud, aux États-Unis. Lors du recensement de 2020, elle comptait 759 habitants.